# كي في-2
كليمنت فوروشيلوف (KV) سلسلة دبابات من الاتحاد السوفيتي دبابات ثقيلة سميت باسم مفوض الدفاع السوفيتي وسياسي كليمنت فوروشيلوف والمستخدمة من قبل الجيش الأحمر خلال الحرب العالمية الثانية و كي في-2 هي دبابة ثقيلة بمدفع 152 مم.

## التاريخ

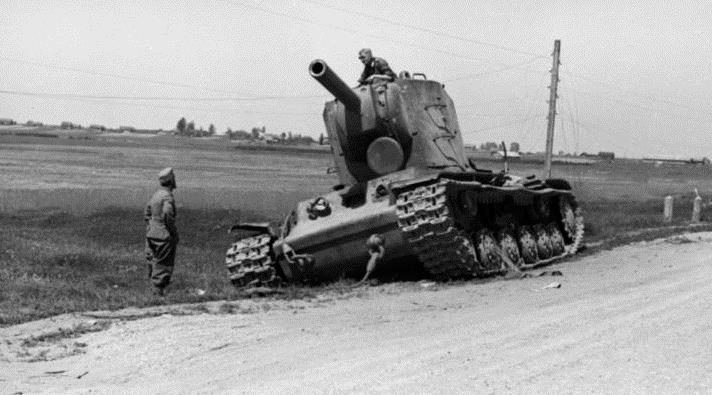
كي في-2 مهجورة على جانب الطريق، يتم فحصها من قبل الجنود الألمان في يونيو 1941.

إنطلق تطوير كي في-2 في عام 1939. من قبل مفوض الدفاع كليمنت فوروشيلوف متمنيا أن تكون الدبابة قادرة على تدمير التحصينات الألمانية، ومع تحويل كي في-1 إلى هاوتزر 152 مم، أنتج كى في-2 في مصنع كيروف في لينينغراد .
تم إنتاج كى في-2 في نفس الوقت مع كي في-1. نظرا لحجم برج الثقيل ومدفعه 152 مم، كان كى في-2 أبطأ، وكان أعلى بكثير من كي في-1 ،تم اغتنمها واستخدامها من قبل الجيش الألماني كانت تعرف باسم Panzer kampfwagen KV-II 754 وتم استعمالها في الأفلام الدعائية الألمانية، كان برج الدبابة كبير مما أدى إلى كونها أسهل لضرب وتدمير أكثر من الدبابات KV أخرى. نظرا لزيادة الوزن البرج نظرا لللمدفع الثقيل، يمكن لآلية البرج العمل فقط على أرض مستوية.

## المستخدمون
- الاتحاد السوفيتي
- ألمانيا النازية